# IC 118
IC 118 је елиптична галаксија у сазвјежђу Кит која се налази на листи објеката дубоког неба у Индекс каталогу.
Деклинација објекта је - 4° 59' 49" а ректасцензија 1h 27m 36,0s. Привидна величина (магнитуда) објекта IC 118 износи 15,1 а фотографска магнитуда 16,1. IC 118 је још познат и под ознакама MCG -1-4-53, NPM1G -05.0057, PGC 5446.